# Alberto Pagliaro
Alberto Pagliaro (Firenze, 11 novembre 1972) è un disegnatore e illustratore italiano.

## Pubblicazioni
- Daisuke e le Jeant primo volume, testi di Alessandro Bilotta, Delcourt Editions, 2003
- Matt's Angels Rivista Black, Coconino Press
- L'Ennemì 3 volumi, testi di Thierry Robberecht, Casterman Editions trad Ita. "L'avversario" Edizioni BD, 2001-2004
- Les enquêtes de Chloé- 6 volumi  Casterman 2006-2015
- 4 storie brevi per il settimanale Spirou Magazine Dupuis Edition 2006-2009
- Les enfants sauvés, Edition Delcourt - 2008
- Una storia partigiana Il Vernacoliere, 2008-2011
- Les âmes sèches, Tome 1 Casterman -KSTR  - 2008- 2011
- La Mano, 2 volumi  Edition Dargaud 2011-2013
- I figli della schifosa- Una storia partigiana BD Edizioni 2012
- La traviata, adattamento a fumetti - Teatro comunale di Modena. 2012
- L'Otello, adattamento a fumetti -  Teatro comunale di Modena. 2012
- L'Aida, adattamento a fumetti - Teatro comunale di Modena. 2013
- Le combat des justes, Edition Delcourt 2014
- Alice nel paese delle meraviglie, adattato da Becca Heddle, Oxford University Press, 2016
- Ninfe. ComicArtstore-2016
- Dylan Dog ColorFest “La ragazza che moriva ogni notte” testi di Mauro Uzzeo. Sergio Bonelli Editore 2016
- Verdi- l'Amore spezzato. Kleiner Flug 2017
- Il rigoletto, adattamento a fumetti - Teatr Wielki-Opera Narodowa (Grande Teatro-Opera Nazionale di Varsavia) 2017
- Fumettista per i cinque volumi Praga Gada sceneggiati da Przemysław J. Olszewski. 2015-2019
- Hitler est mort! 01, sceneggiato da Christophe Brisard, edito da Editions Glénat  2020.
- Hitler est mort! 02, sceneggiato da Christophe Brisard, edito da Editions Glénat  2021.
- Hitler est mort! 03, sceneggiato da Christophe Brisard, edito da Editions Glénat  2022.

## Videoclip
- Hollowblue - Io bevo. Finalista al MEI 2004
- Virginiana Miller - Dispetto prodotto da Fandango, finalista al MEI come miglior videoclip italiano, 2007

| Controllo di autorità | VIAF (EN) 49447956 · ISNI (EN) 0000 0000 6658 0571 · SBN MODV287787 · LCCN (EN) no2014014775 · GND (DE) 1032433566 |